# Cancer Culture
Cancer Culture è l'ottavo album in studio del gruppo musicale polacco Decapitated, pubblicato nel 2022.

## Tracce
1. From the Nothingness with Love – 1:16
2. Cancer Culture – 4:08
3. Just a Cigarette – 3:57
4. No Cure – 3:26
5. Hello Death (feat. Tatiana Shmailyuk of Jinjer) – 4:54
6. Iconoclast (feat. Robb Flynn of Machine Head) – 4:49
7. Suicidal Space Programme – 4:58
8. Locked – 1:16
9. Hours as Battlegrounds – 3:58
10. Last Supper – 4:22

## Formazione
- Rafał "Rasta" Piotrowski – voce
- Wacław "Vogg" Kiełtyka – chitarra
- James Stewart – batteria
- Paweł Pasek – basso